# アワチャパン県
アワチャパン県(アワチャパンけん、スペイン語：Departamento de Ahuachapán)は、エルサルバドル最西部の県。
2016年の人口は35万9418人で、14県中6位。
面積は1239.6km2で、14県中8位。
人口密度は289.9人/km2。
県都はアワチャパン。
1869年に設立された。

## 人口
- 1992年9月27日：26万1188人
- 2007年6月30日：32万9248人
- 2012年6月30日：34万4189人
- 2016年6月30日：35万9418人

## 隣接県
- 西～北：フティアパ県
- 北東：サンタ・アナ県
- 東：ソンソナーテ県
- 南：太平洋

## 地理
南側にはアペンカ＝イラマテペック山地とアパネカ大丘陵がそびえる。

## 自治体
1. アワチャパン（英語版）：12万7921人(県都)
2. サン・フランシスコ・メネンデス（英語版）：4万8025人
3. アティキサージャ（英語版）：3万5220人
4. タクーバ（英語版）：3万3610人
5. フフトラ（英語版）：3万1330人
6. グアイマンゴ（英語版）：2万903人
7. コンセプシォン・デ・アターコ（英語版）：1万2896人
8. エル・レフーヒ（英語版）：1万1342人
9. トゥリン（英語版）：1万934人
10. サン・ロレンソ（英語版）：1万359人
11. アパネーカ（英語版）：8445人
12. サン・ペドロ・プフトラ（英語版）：8433人